# 卜造字
《卜造字》（Bouxcauxsaw，直译为《造字人》）是一部壮文小说，是韦懿明、韦德南和杨奕桓三人合作创作，苏长仙组稿并指导修改。该小说最初发表于《三月三》(壮文版)1986年创刊号，共一万余字。其间穿插的听歌手对唱《梁山伯与祝英台》的壮族歌圩场景，用壮族土俗方块字编写的《二十四孝》、《金伦和银伦》、《三国演义》、《水浒传》、《布洛陀》等长诗和壮剧剧本。作品中叙述主人公给学生讲授壮歌、壮戏、壮采茶，讲刘三姐，讲侬智高，讲红七军、红八军，讲民间故事等等，内容富有民族特色。叙事时间跨度达20年，地域跨度2万余公里，运用了倒叙、交叉等多种叙事手法。该小说也是首部用壮文创作的中篇小说。
作品从罗镇中学汉语文教师潘博思修改《中国壮族民族文化发展简史》的书稿落笔。正当他全神贯注之时，接到了当年来广西壮文学校攻读的某国留学生卡娜的信。信中告诉潘导师，她回国后获得了壮文博士学位，成为科学院的院士，还被提升为科学院副院长，还有一个幸福美满的小家庭，儿子已上中学。如今来信是想带一批研究生来中国学习壮族文化，还特邀导师出国讲学半年。当年的卡娜有一头波浪式的披肩金发，一张充满青春光彩的俏丽脸庞，她是个独生女，父亲是苏联语言学教授，母亲有华人血统。她来中国学壮文时十七八岁，潘导师也只是二十多岁的青年人。她知道导师是个孤儿，十分同情。他们一起学习壮文，也曾前去参加歌圩活动，久而久之，逐渐产生爱慕之情，后来两人依依不舍分开，卡娜回国去了，而双方思念益深。“文革”十年，杳无音信。壮文机构解体，潘博思分赴中学任教，而今突然接到卡娜来信，喜出望外，即给回信，答应出国讲学。但卡娜的信引起妻子雪莲的猜疑和醋意，进而引出夫妻从初恋，热恋到成家，生儿育女的故事。当妻子做好饭菜准备给丈夫送行时，接到了上级恢复壮文，恢复壮文学校的决定。潘博思骄傲地说：“我的事业在祖国。”